# Krzysztof Opacki
Krzysztof Opacki herbu Prus III – podczaszy czerski w 1632 roku, dworzanin królewski, później ksiądz archidiakon lubelski w 1641 roku, sekretarz królewski.
Poseł na sejm 1627 roku. Był elektorem Władysława IV Wazy z ziemi wiskiej i ziemi czerskiej w 1632 roku.